# Агеда
А́геда (порт. Águeda) — город в Португалии, центр одноимённого муниципалитета в составе округа Авейру. Находится в составе крупной городской агломерации Большое Авейру. По старому административному делению входил в провинцию Бейра-Литорал. Входит в экономико-статистический субрегион Байшу-Вога, который входит в Центральный регион. Численность населения — 14,5 тыс. жителей (город), 49,9 тыс. жителей (муниципалитет). Занимает площадь 335,30 км².
Покровителем города считается Санта-Эулалия.

## Расположение
Город расположен в 19 км на юго-восток от адм. центра округа города Авейру.
Муниципалитет граничит:
- на севере — муниципалитет Север-ду-Вога
- на северо-востоке — муниципалитет Оливейра-ди-Фрадиш, Возела
- на востоке — муниципалитет Тондела
- на юго-востоке — муниципалитет
- на юге — муниципалитет Мортагуа, Анадия
- на юго-западе — муниципалитет Оливейра-ду-Байру
- на западе — муниципалитет Авейру
- на северо-западе — муниципалитет Албергария-а-Велья

## История
Город основан в 1834 году.

## Демография
| Численность населения муниципалитета по годам | Численность населения муниципалитета по годам | Численность населения муниципалитета по годам | Численность населения муниципалитета по годам | Численность населения муниципалитета по годам | Численность населения муниципалитета по годам | Численность населения муниципалитета по годам | Численность населения муниципалитета по годам |
| --------------------------------------------- | --------------------------------------------- | --------------------------------------------- | --------------------------------------------- | --------------------------------------------- | --------------------------------------------- | --------------------------------------------- | --------------------------------------------- |
| 1849                                          | 1900                                          | 1930                                          | 1960                                          | 1981                                          | 1991                                          | 2001                                          | 2004                                          |
| 9247                                          | 20 416                                        | 25 982                                        | 35 274                                        | 43 216                                        | 44 045                                        | 49 041                                        | 49 691                                        |

## Состав муниципалитета
В муниципалитет входят следующие районы:
1. Агадан
2. Агуада-де-Байшу
3. Агуада-де-Сима
4. Барро
5. Белазайма-ду-Шан
6. Борралья
7. Каштаньейра-ду-Вога
8. Эшпиньел
9. Ферментелуш
10. Ламаш-ду-Вога
11. Масиейра-де-Алкоба
12. Масиньята-ду-Вога
13. Прештиму
14. Рекардайнш
15. Сегадайнш
16. Травассо
17. Трофа
18. Валонгу-ду-Вога
19. Агеда
20. Ойш-да-Рибейра

## Города-побратимы
- Ферроль, Испания[3]